# Marquesat del Túria
El Marquesat del Túria és un títol nobiliari concedit l'any 1909 a Tomás Trénor i Palavicino, polític, empresari i filantrop valencià.
El president del Govern, Antoni Maura i Montaner, se'l va atorgar pels seus mèrits com a organitzador i iniciador de l'Exposició Regional Valenciana del 1909, que va idear des de la presidència de l'Ateneu Mercantil de València i que li va comportar la pèrdua de gran part de la seua fortuna.
Actualment el títol el continua ostentant la mateixa família.

## Marquesos del Turia
- Tomás Trénor i Palavicino (València, 1864 - Madrid, 1913). I Marquès del Turia (1909). Va ser cavaller gran creu de l'Orde de Carles III i cavaller gran creu de l'Orde d'Isabel la Catòlica en 1898. Tinent Coronel d'Artilleria, Gentilhome de Cambra del rei amb exercici i diputat a Corts. Iniciador i President de la Junta Directiva de la primera Exposició Regional, València (1909).

1. Va casar amb Margarita de Azcárraga y Fresser. Ek va succeir, en 1916, el seu fill:

- Tomás Trénor Azcárraga (València, 1894-1981). II Marquès del Turia. Coronel d'Artilleria, diputat en Corts i alcalde de València.

1. va casar amb María de les Mercès Trénor i Sentmenat. El va succeir el seu fill:

- Tomás Trénor i Trénor. III Marquès del Turia. Va morir en 1989.

1. Va casar amb María de la Luz Puig y Menéndez. El va succeir, en 1990, el seu fill:

- Tomás Trénor y Puig. IV Marquès del Turia. Advocat. President de l'Associació valenciana contra el càncer. Vicepresident del Patronat de la Fundació IVO (Institut Valencià d'Oncologia).